# 유연 휘발유
유연 휘발유(有鉛揮發油)는 테트라에틸납 등의 유기 납화합물이 첨가된 휘발유이다.

## 개요
레시프로 엔진의 노킹을 방지하기 위해서 첨가되고 있어(노킹 방지제), 옥탄가도 5 ~ 15 정도 상승한다.
알킬납으로는 테트라에틸납(C2H5)4Pb이 가장 많지만, 4메틸납(CH3)4Pb, 메틸에틸납 등도 해당한다. 모두 맹독물질로 호흡이나 피부접촉에 의해 용이하게 흡수되어, 중추 신경성의 납 중독 증상을 야기한다.
제2차 세계대전 중이나 1970년대와 1980년대까지 자동차 연료등에 널리 이용되어 왔었지만, 유독으로 대기 오염의 원인이 되는 이유로 오늘날에는 대부분의 국가들이 사용을 금지하였다.
한편 레시프로 엔진을 동력으로 하는 항공기에 적합한 연료인 항공 휘발유(애비에이션 가솔린Aviation Gasoline, 약칭은 Avgas, 애브가스)에는 지금도 유연 휘발유가 사용되고 있다.

## 에틸의 발명
미즐리는 미국의 자동차회사 제너럴 모터스(GM)의 자회사 데이턴 리서치 연구소에 찰스 케터링의 부하로 근무하고 있었다. 1921년 12월에 테트라에틸납(tetraethyllead :TEL)을 휘발유에 첨가하면 엔진이 노킹을 일으키지 않게 되는 것을 발견한다. 데이턴 리서치 연구소는 납이 첨가되어 있는 것을 보고서나 광고에서 언급하지 않도록 그 물질을 "에틸"(Ethyl)이라고 부르기로 했다. 석유 회사와 자동차 메이커, 특히 그 특허를 보유하고 있었던 GM사는, 자기들의 이익이 안 되는 에탄올(에탄올이 들어간 연료)을 대신하는 것으로서 정력적으로 유연 휘발유화를 추진했다.
1922년 12월 미즐리는 미 화학회에서 윌리엄 H 니콜즈 상을 수상했다. 이후로도 몇 개의 상을 수상했다.
휘발유에 납을 첨가하면서 대기 중에 대량의 납이 방출되었다. 미즐리 자신도 납중독이 되어 장기요양을 필요로 했다. 1923년 1월에 미즐리가 다음처럼 썼다. "유기납 중에서 1년 이상 일한 후 폐에 문제가 생겨 일을 그만 두고 신선한 공기가 있는 곳으로 가야 했다." 미즐리는 마이애미로 갔다.
GM은 듀폰 사에 양산을 위탁하고 위탁 업무의 관리를 위해서 1923년 4월, 제너럴 모터스 케미칼 컴퍼니(General Motors Chemical Company)를 설립했다. 찰스 케터링이 사장이 되고 미즐리는 부사장이 되었다. 그러나 데이턴에서 일하고 있었던 스탭의 말에 따르면 1924년에 오하이오주 데이턴의 테트라에틸납의 시작 공장에서 2명이 사망과 몇 명의 납중독 증상으로 듀폰 사가 프로젝트로부터의 철수를 생각하기 시작했다고 한다. 게다가 다음 해, 듀폰 사의 뉴저지주 딥워터의 공장에서 다수의 사망자가 나왔다.
1924년 듀폰의 종래형제조법의 생산 속도에 불만을 가진 GM사는 록펠러가 거느리는 스탠더드 석유 사로 함께 에틸 가솔린 코퍼레이션을 설립했다. 뉴저지에 있는 베이웨이 리파이너리에 공장을 건설하고 위험도가 높은 고온에서의 에틸 클로라이드제조법을 채용했다. 베이 웨이 공장에서는 생산을 시작한 지 2개월 내에 납 오염에 의한 증상이 발생했다. 환각증상과 정신이상이 있었고, 5명이 죽음에 이르렀다. 10월 30일에 미즐리는 기자회견에 참석해 이 새로운 물질에 접촉해도 안전하다고 주장했다. 이 회견의 즈음 미즐리 자신이 자신의 손을 테트라에틸납에 담그고, 뒤잇고, 병에 넣은 테트라에틸납을 코로부터 60초 간 빨아 들였다. 더욱 미즐리는 이것을 "아무런 문제도 없고 매일 할 수 있고, 죽을 일은 없다"고 선언했다. 그러나 공장은 뉴저지주에 의해 며칠 후에 폐쇄되고 스탠다드 석유는 테트라에틸납(TEL)의 제조가 금지되어 제조 재개에는 주의 허가가 필요하게 되었다.
노킹이 없는 이 휘발유는 "에틸 가솔린"이라는 이름으로 판매되었다. 이 유연 휘발유는 1960년대에 환경 문제가 된다.

## 폐지의 경위
유연 휘발유 사용금지의 직간접적인 원인이 된 것은 1970년 5월 일본 도쿄도 신주쿠구의 "우시고메야나기초 납 중독사건"과 미국의 지질학자인 클레어 패터슨의 납 오염 반대 운동이다.

## 위험성
1920년대부터 70년 이상 널리 쓰인 유연 휘발유 때문에 현재 성인 인구 대다수는 납에 많이 노출된 상태이다. 미국 듀크 대학교 연구진은 납 노출로 인해 현재 미국 성인 1억 7천만 명에게서 총 8억 2천400만 점의 지능 지수(IQ) 하락 효과가 나타났다는 연구를 내놨다. 미국 인구의 절반이 넘는 1억 7천만 명이 어린 시절 의학적으로 위험한 수준의 납에 노출된 것으로 연구진은 파악했다. 특히 유연 휘발유가 가장 많이 쓰인 1960-1970년대 태어난 사람들은 모두 납의 영향에서 자유롭지 못한 것으로 보았다.
이는 지능지수 하락은 물론, 뇌 발달에 지장을 받고 성인이 되어 정신 질환과 심혈관 질환 발병 가능성이 높아지는 등 장기적 보건 문제로 이어질 수 있다. 1960년대 중후반 태어난 사람은 최대 6점, 어린 시절 혈중 납 농도가 가장 높은 그룹에 속한 사람은 7점 이상 IQ에 손해를 봤을 것으로 연구진은 추정했다.

## 국가별 유연 휘발유 차량과 무연 휘발유화

### 대한민국

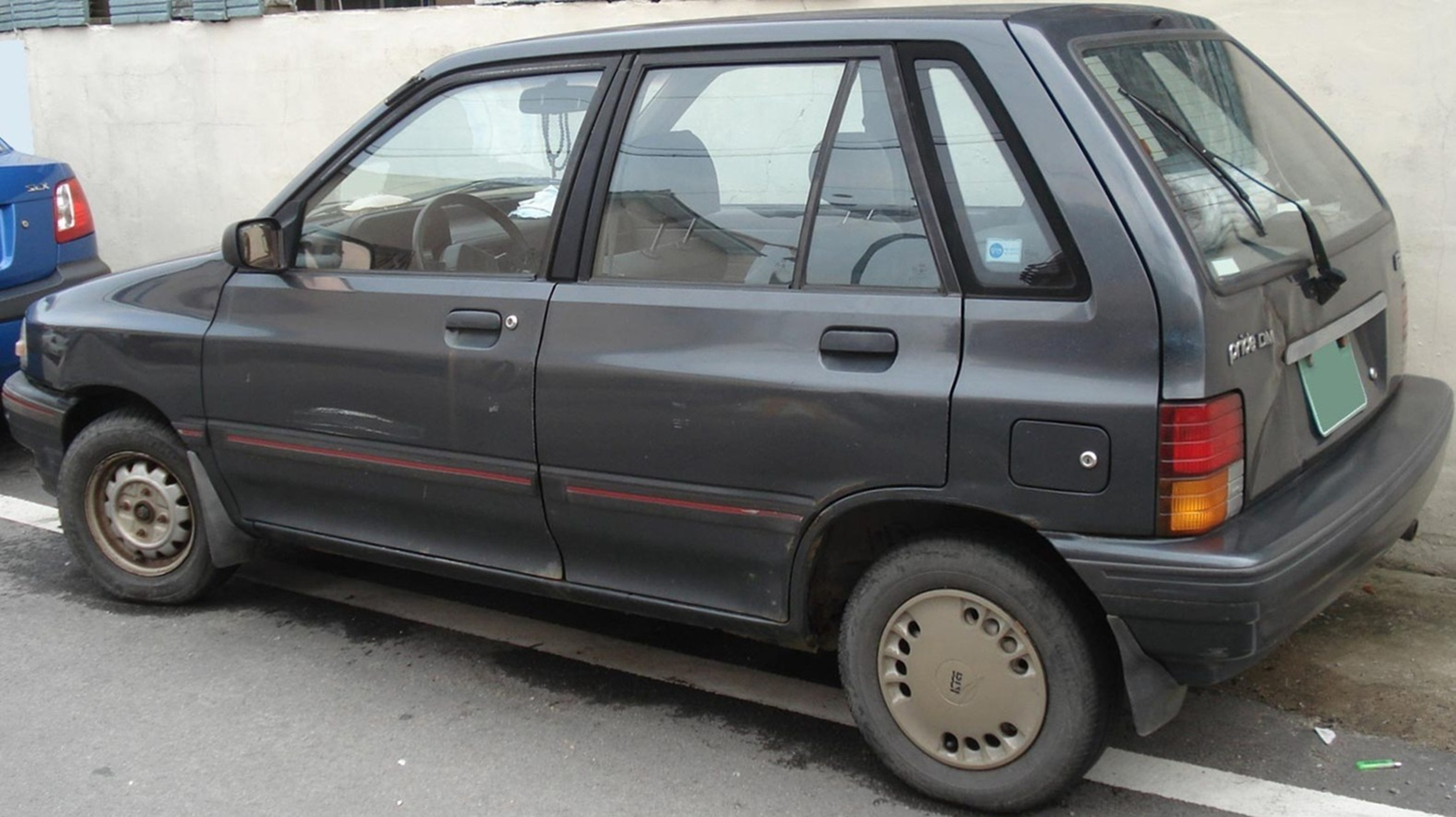
무연 휘발유 차량인 것을 안내하는 스티커가 부착된 차량(기아 프라이드)

무연 휘발유 차량인것을 안내하는 스티커의 도안(기아자동차의 무연 휘발유 사용 차량 중 1987년 7월부터 1992년 12월까지 생산된 차량)

1987년 상반기(1987년 6월 말)까지 판매된 대한민국의 자동차(가솔린 엔진 탑재)는 모두 유연 휘발유를 사용하는 차량이었다. 당시 환경 문제 등으로 삼원 촉매 장치 설치 의무화 등 자동차 제조에 관한 규제가 강화되었으며, 1987년 7월부터 무연 휘발유를 판매하기 시작했다. 1987년 7월 이후에 시판되는 소형승용차(기아 프라이드, 대우 르망, 현대 포니엑셀, 현대 프레스토)와 중형 이상의 승용차 중 현대 그랜저에 대해서는 삼원 촉매 장치를 설치하였고 무연 휘발유만 사용하도록 하였다. 1988년 이후에 시판되는 모든 승용차에 대해서도 삼원 촉매 장치를 설치함과 동시에 무연 휘발유만 의무적으로 사용하도록 하였다. 이 차량들은 연료 주입구 주변의 유리창에 무연 휘발유 차량인 것을 안내하는 스티커("무연 휘발유만 사용하십시오"라는 안내 내용이 있는 스티커)가 부착되었다.
또 1993년 1월부터 유연 휘발유의 판매가 금지되면서 대한민국의 주유소에서 판매하는 모든 휘발유는 무연 휘발유로 바뀌었다. 이에 따라 1993년 이후에 시판되는 차량(가솔린 엔진 탑재 승용차)은 무연 휘발유만 사용할 수 있는 차량으로 유연 휘발유와 무연 휘발유를 같이 판매하던 1987년 7월과 1992년 12월 사이에 시판된 차량과는 달리 무연 휘발유 차량인 것을 안내하는 스티커가 부착되지 않았다.

#### 1980년대의 유연 및 무연휘발유차량
1987년 7월 무연 휘발유 시판에 따라 1980년대에 시판된 자동차(가솔린 엔진 탑재) 중에서 1987년 7월 이후에 시판된 차량인 경우에는 대부분 무연 휘발유만 사용하도록 하기 시작하였으며, 1988년 이후에 시판되는 모든 자동차(가솔린 엔진 탑재)에 대해서는 모두 무연 휘발유만 의무적으로 사용하도록 하게 하였다. 아래의 목록은 1980년대에 시판된 유연 및 무연 휘발유 차량이다.
- 1980년대 시판 차량 중 시판 당시 유연 휘발유 사양이었으나 1987년 7월 이후 무연 휘발유 사양으로 바뀐 차량
  - 기아 프라이드 1세대(Y)(1987년 3월 시판, 1999년 단종)
  - 대우 르망(1986년 7월 시판, 1997년 2월 단종)
  - 현대 포니엑셀, 현대 프레스토(1985년 2월과 7월 시판, 1989년 4월 단종)
  - 현대 그랜저 1세대(1986년 7월 시판, 1992년 9월 단종)

- 1980년대 시판 차량 중 시판 당시 유연 휘발유 사양이었으나 1988년 이후 무연 휘발유 사양으로 바뀐 차량
  - 대우 로얄 시리즈
    - 로얄 듀크(1987년 시판, 1989년 단종)
    - 로얄 살롱(1980년 시판, 1991년 단종)
    - 로얄 살롱 슈퍼(1986년 시판, 1991년 단종)
    - 로얄 프린스(1983년 시판, 1991년 단종)

  - 현대 스텔라(1983년 시판, 1992년 단종)

- 1980년대 시판 차량 중 시판 당시부터 무연 휘발유만 사용할 수 있는 차량
  - 기아 콩코드(1987년 10월 시판, 1995년 6월 단종)
  - 대우 임페리얼(1989년 2월 시판, 1993년 단종)
  - 현대 쏘나타 2세대(Y2)(1988년 6월 시판, 1993년 5월 단종)

### 일본
- 1971년 말 또는 1972년 3월 말까지 제조된 일본의 자동차(가솔린 엔진 탑재)는 모두 유연 휘발유 사양이다. 그러나 일부 차종(제조 시기에 따름)에는 유연이라고 칭하면서도 실질적으로 무연화 대책(무연대응 밸브 시트로 변경)을 설비하고 있는 차종도 있다.(당시에는 무연의 하이옥탄 가솔린을 만들 수 없었기 때문이며, 하이옥탄 지정의 고출력 엔진 탑재 차량에는 유연 휘발유가 지정되었다. 현재는 무연 고옥탄 휘발유를 사용 가능)
- 유연 휘발유 사양의 자동차에 급유할 때에는 무연 휘발유에 전용의 첨가제를 첨가하고 밸브 시트를 보호하여야 한다. 첨가제를 사용하지 않을 경우에는 밸브 시트의 마모가 빨라져서 밸브 클리어런스를 조정할 필요가 생기게 된다.
- 취미성이 높은 차종에 대해서는 앞의 사용자가 무연 대책 엔진에 교환하고 있는 가능성이 높으므로 유연·무연의 구별을 체크할 경우에는 엔진 번호로 확인하는 방법이 있다.
- 유연 휘발유를 장기간 동안 사용한 차량은 밸브 시트의 윤활에 필요한 납이 축적되어 있기 때문에 첨가제를 넣지 않더라도 고장날 우려는 없다는 설도 있지만 분명하지는 않다.
- 경자동차·모터사이클 등에 많이 시용되는 크랭크 케이스 압축식 2스트로크 엔진에서는 밸브 기구의 윤활유도 연료와 함께 보내지며,(이 종류의 엔진에 밸브 시트는 존재하지 않는다) 현재는 무연 휘발유로 사용이 가능하다.
- 일부의 레이싱 카(경기 전용차. 자동차·모터사이클 쌍방에 있어서)에서는 레이스 가스나 애브 가스의 명칭으로 항공기용 유연 휘발유가 사용된다. 높은 내폭성이라는 이유로 사용되지만 무연 휘발유용에 만들어진 엔진에서는 사용할 수 없고, 또한 환경오염, 배기가스 문제로 사용은 줄어들고 있다. 또한 레귤레이션(규칙)에 의해 사용이 금지 될 수 있다. 무연 휘발유에 첨가해서 유연 휘발유 차량에 사용하게 하는 바르보그라고 하는 제품이 있었지만 현재는 인프론이라고 말하는 제품이 남아있을 뿐이다.

#### 안내 스티커

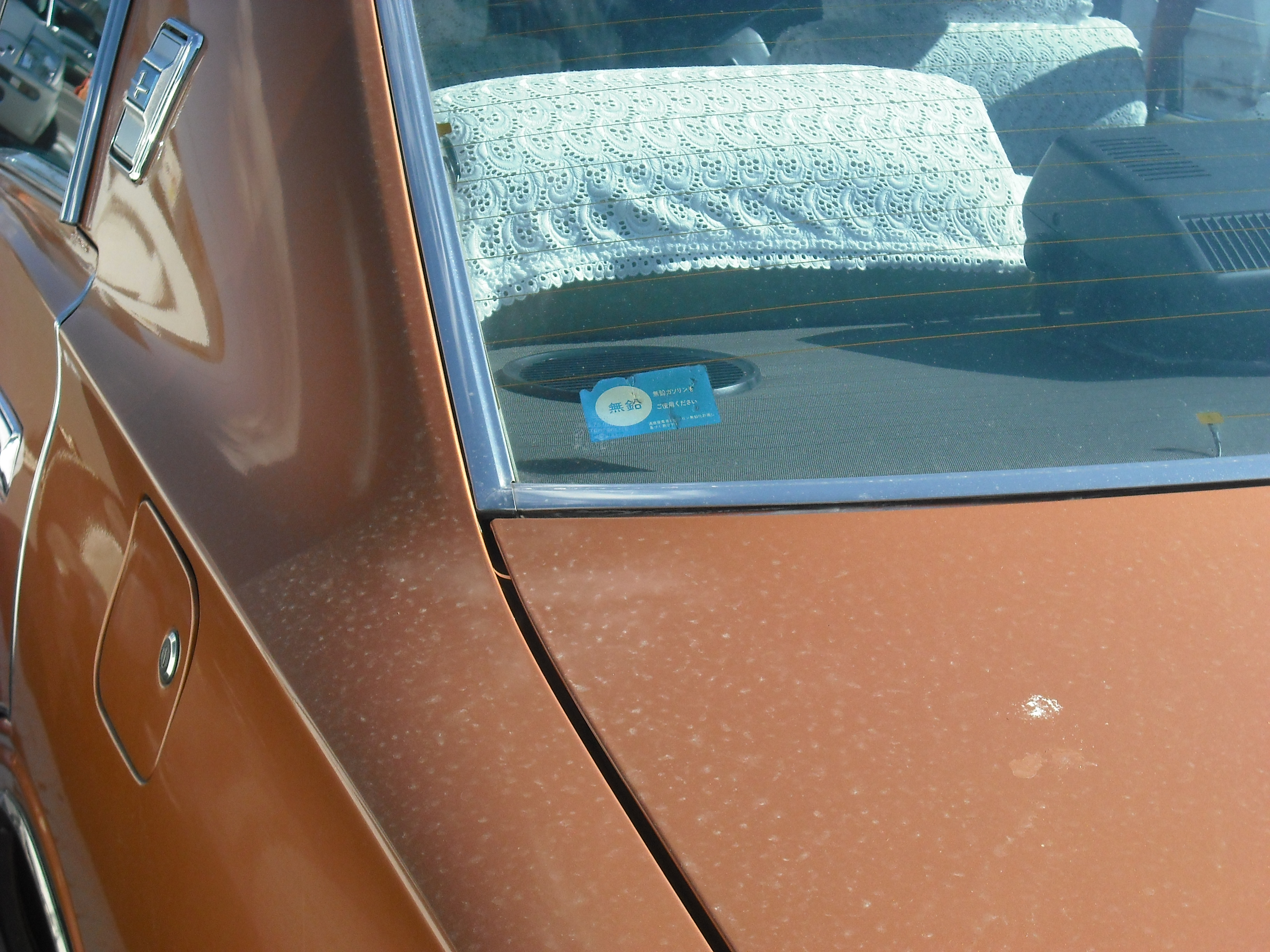
무연 휘발유 사용을 의무화한 것을 나타내는 스티커

1975년(2월 1일 생산분부터)의 보통 휘발유의 무연화에 따라 무연 휘발유 대책 차량과 유연 휘발유 차량과 구별하기 위해 4종류의 스티커(3×5cm정도)가 만들어져 연료 주입구 주변의 유리창에 붙여졌다.
- 적색 : 유연 고급휘발유를 사용하는 차량(주로 당시의 유럽차, 하이옥탄 고출력 엔진 탑재 차량)
- 녹색 : 1/3정도 유연 휘발유를 혼합하는 차량(주로 당시의 보통 휘발유 사양의 무연 대책 이전의 트럭)
- 오렌지 : 고속도로·산길을 주행할 때 유연 휘발유를 사용하는 차량(당시 보통 휘발유 사양의 무연 대책 이전의 승용차)
- 파랑 : 무연 휘발유 대책차량

전기 표기 안에서 적색 스티커 표기의 유연 휘발유 사용 지정 차량(유연 휘발유)과 오렌지색 스티커 표기의 고속유연 사용 차랑은 자동차 제조 기업에 의해 연식과 차체번호에 의한 구분이 되어 있어, 무연 휘발유(무연 하이옥탄을 포함)를 사용할 때에는 자동차 제조 기업에서 발행한 공식자료 확인 또는 자동차 제조 기업에 문의하는 사례도 있다. 또 사용할 때에는 점화시기 조정 등의 조정을 확실하게 해 두는 것이 좋은 것으로 여겨진다.
배기가스 규제 관계로 인해 경우에 따라서 도로를 주행할 수 없는 경우가 있다.
1980년경까지는 하이옥탄은 유연 휘발유였기 때문에 몇 가지의 일치하지 않다가 생기고 있다. 제조 시에 무연화 대책을 한 차량이여도 고옥탄을 요구할 경우 당시에는 적색 스티커가 붙어있었다. 그러나 그 차량들은 무연 고급 휘발유으로도 문제가 없다. 또 요즈음의 파랑 스티커 차량은 사용설명서 등에 하이옥탄 휘발유를 사용하지 않도록 기술되고 있지만 그것은 유연 휘발유의 사용금지라는 의미이며, 현재의 무연 고급 휘발유를 급유해도 문제는 없다.
한편 유연 휘발유의 제조·판매 종료에 따라 현재 제조되고 있는 신차에 이 스티커는 붙여지지 않으며 제조 당시에 파랑 스티커를 붙이고 있었던 자동차도 차량 검사 즈음에 벗기고 있기 때문에 보기 힘들다.

## 유연 휘발유의 금지 연도
테트라에틸납이 있는 유연 휘발유는 독성이 있어 많은 나라에서 무연 휘발유로 대체되기 시작해 생산 및 판매가 금지되었다. 아래의 나라에서 노상을 주행하는 자동차에 유연 휘발유를 파는 것이 금지되어 있으며, 북미와 유럽, 일본 등 동아시아 일부 국가에서 금지를 하게 된 연도는 아래와 같다. 현재도 유연 휘발유를 사용하는 국가는 유연 휘발유의 생산 및 판매를 금지할 것으로 보인다.
(출처 : en:Tetraethyllead#In motor fuel)
- 유럽
  -  오스트리아 : 1989년
  -  유럽 연합 : 2000년 1월 1일
  -  아이슬란드
  -  모나코 : 2000년
  -  보스니아 헤르체고비나 : 2009년
  -  노르웨이
  -  스위스 : 2000년
  -  세르비아 : 2010년
  -  폴란드 : 2005년

- 아프리카

2002 지구 정상 회의로부터 개시된 유연 휘발유 생산 및 판매 금지가 2006년 1월 1일부터 아프리카 대륙 전체에 걸쳐 완전히 단계적으로 실행되고 있어 유연 휘발유 생산 및 판매가 금지되어가고 있다. 알제리에서는 전세계에서 마지막까지 유연 연료를 구할 수 있었다.
- 북아메리카
  -  캐나다 : 1993년
  -  미국 (법률상) : 1986년
  -  미국 캘리포니아주 : 1992년 1월 1일
  -  미국 전역 : 1995년
  -  바하마
  -  벨리즈
  -  버뮤다
  -  코스타리카
  -  도미니카 공화국
  -  엘살바도르
  -  과테말라
  -  아이티
  -  온두라스
  -  멕시코
  -  니카라과
  -  푸에르토리코
  -  트리니다드 토바고 : 2000년

- 남아메리카
  -  아르헨티나
  -  볼리비아
  -  브라질 : 1989년
  -  칠레
  -  콜롬비아

- 아시아
  -  일본 : 1986년
  -  홍콩 : 1999년 4월 1일
  -  말레이시아 :
  -  싱가포르 : 1998년
  -  대한민국 : 1993년 1월 1일[11]
  -  스리랑카 : 1999년
  -  태국 :
  -  방글라데시 :
  -  중화민국 : 2000년
  -  중화인민공화국 : 2000년
  -  필리핀 : 2000년
  -  인도 : 2000년
  -  네팔 : 2000년
  -  인도네시아 : 2006년

- 오세아니아
  -  오스트레일리아 : 2002년 1월 [깨진 링크(과거 내용 찾기)]
  -  뉴질랜드 : 1996년
  -  괌 :

## 같이 보기
- 휘발유
- 무연 휘발유
- 찰스 케터링
- 토머스 미즐리